# Поцелуй на удачу
«Поцелу́й на уда́чу» (англ. Just My Luck) — американская фэнтезийная комедия 2006 года, снятая режиссёром Дональдом Петри. В главных ролях снялись Линдси Лохан, Крис Пайн, Фэйзон Лав, Мисси Пайл и группа McFly: Дэнни Джонс, Том Флетчер, Дуги Поинтер и Гарри Джадд
Слоган фильма: «Их судьбу предсказали звёзды».

## Сюжет
Эшли Олбрайт (Линдси Лохан) и Джейк Хардин (Крис Пайн) — полные противоположности по части везения. Она — не просто красавица, но и весьма удачливая девушка. Он — классический неудачник, хотя внешностью также не обижен. Случайно встретившись на одной вечеринке, они обмениваются поцелуем, вместе с которым от Эшли к Джейку уходит и её удачливость. Теперь он — везунчик, а она — неудачница. Когда на Эшли начинают валиться несчастья, она понимает, что стало тому причиной. Чтобы вернуть удачу, ей нужно только вновь поцеловаться с Джейком.

## В ролях
| Актёр            | Роль                              |
| ---------------- | --------------------------------- |
| Линдси Лохан     | Эшли Олбрайт                      |
| Крис Пайн        | Джейк Хардин                      |
| Самира Армстронг | Мэгги подруга Эшли                |
| Тёрнер, Бри      | Дана подруга Эшли                 |
| Фэйзон Лав       | Дэймон Филлипс известный продюсер |
| Мисси Пайл       | Пэгги Браден босс Эшли            |
| Макензи Вега     | Кэйти сестра Джейка               |
| Карлос Понсе     | Антонио сосед Эшли                |
| McFly            | в роли самих себя                 |
| Това Фелдшу      | Мадам X гадалка на вечеринке      |
| Жаклин Флеминг   | Тиффани                           |

## Роли дублировали
- Елена Шульман — Эшли
- Александр Койгеров — Джейк
- Белла Ко — Мэгги
- Мария Цветкова — Дана
- Артур Ваха — Дэймон Филлипс
- Варвара Чабан — Кэйти
- Олег Алмазов — Антонио

## Награды и номинации
К настоящему времени фильм «Поцелуй на удачу» имеет 4 номинации, оставшиеся без побед. Ниже перечислены основные номинации. Полный список см. на IMDb.com.